# Domart-en-Ponthieu
Domart-en-Ponthieu (Nederlands: Sint-Medard) is een gemeente in het Franse departement Somme (regio Hauts-de-France) en telt 1126 inwoners (1999). De plaats maakt deel uit van het arrondissement Amiens.

## Geografie
De oppervlakte van Domart-en-Ponthieu bedraagt 17,9 km², de bevolkingsdichtheid is 62,9 inwoners per km².
De onderstaande kaart toont de ligging van Domart-en-Ponthieu met de belangrijkste infrastructuur en aangrenzende gemeenten.

## Demografie
Onderstaande figuur toont het verloop van het inwonertal (bron: INSEE-tellingen).